# کوول (سیگار)
کوول  (به انگلیسی: Kool) یک برند سیگار ایجاد شده در ایالات متحده آمریکا است؛ مالک فعلی این برند امپریال توباکو), شرکت تنباکوی رینولدز و بریتیش امریکن توباکو است. این برند در سال ۱۹۳۳ پایه‌گذاری گردید.